# Суха голка

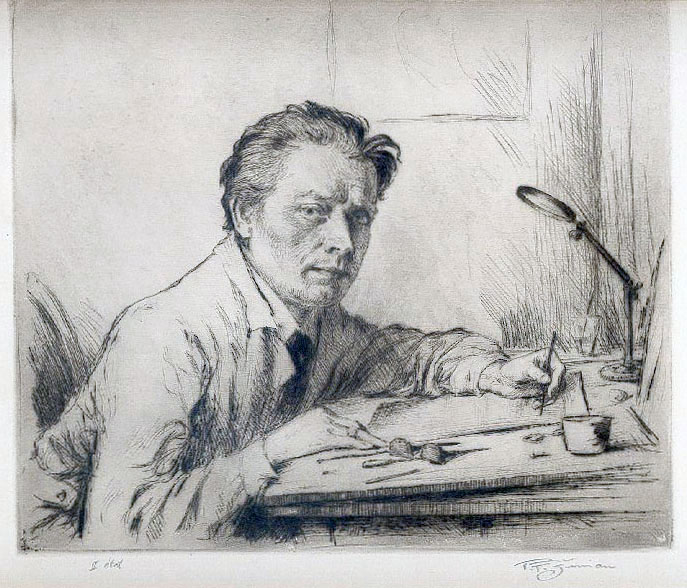
Шимон Тавік Франтішек. Автопортрет, суха голка. 1924 рік.

Суха голка — історична й умовна назва технології створення гравюр на металевих стулках, яку відносять до різновиду глибого друку.

## Історія
XV століття подарувало світові новий різновид мистецтва — друковану графіку.
Друкарська справа того часу з її вирізанням на деревині літер сприяла появі думки про вирізання на деревині й зображень. Так виник дереворит.
Швидке псування деревини сприяло заміні деревориту на метали (мідь, залізо тощо). Аби продряпати малюнок на металевій стулці, використовували сталеве перо. Засіб створення малюнка таким чином потребував помітних фізичних зусиль. Аби заглибити продряпані канавки, їх почали обробляти кислотами. Щоби кислоти не псували всю поверхню металевої стулки, цю поверхню захищали лаком, а малюнок на стулку наносили після його підсихання. Це надало можливість помітно збільшити наклад паперових відбитків з металевої стулки-матриці, а сам малюнок увібрав усі індивідуальні особливості художньої манери автора. Так з'явилась технологія офорта. Згодом виявилося, що вона небезпечна для здоров'я через використання отруйних речовин.
Недоліків офорта була позбавлена технологія, що тримала назву «суха голка». Її винахід пов'язують із практикою майстра Домової книги, що працював у другій половині XV століття в Німеччині.
Малюнок наносили безпосередньо на поверхню, не вкриту лаком, а друкували відразу після нанесення на продряпаний малюнок фарби. Отже, технологія «суха голка» була безпечнішою для здоров'я майстрів і могла як використовуватися самостійно, так і поєднуватися з технологією офорта. ЇЇ поширенню не заважало й те, що під час друку вона давала меншу кількість відбитків, ніж офорт.

## Майстри, що зверталися до цієї техніки
- Вважають, що першими, хто використав цю техніку в 1480 році, були гравери дому Buchmeister.
- Серед майстрів XVII століття, що працювали із сухою голкою, — Рембрандт (1606—1669).
- Серед майстрів, що користувалися цією технікою у XVIII столітті — француз Жак-Філіп ле Ба (Jacques-Philippe Le Bas,1707-1783).
- Серед майстрів XX століття з сухою голкою працювали Макс Бекманн, Шимон Тавік Франтішек, Едвард Мунк, Людвиг Кірхнер.
- Шедеври в техніці «суха голка» залишив відомий художник і графік XX століття Пабло Пікассо (1881—1973).

## Вибрані зображення (галерея)

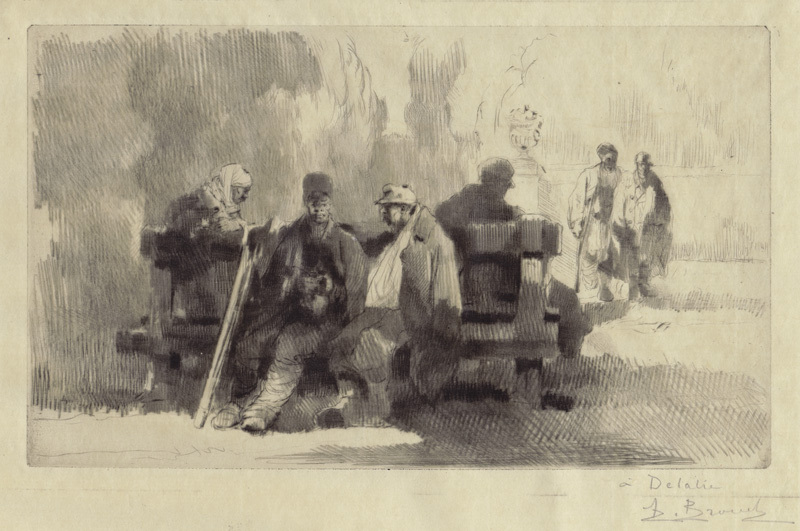
Огюст Брюе. «Поранені у 1-й сітовій війні. У парку Сен-Клу», бл. 1914 р.
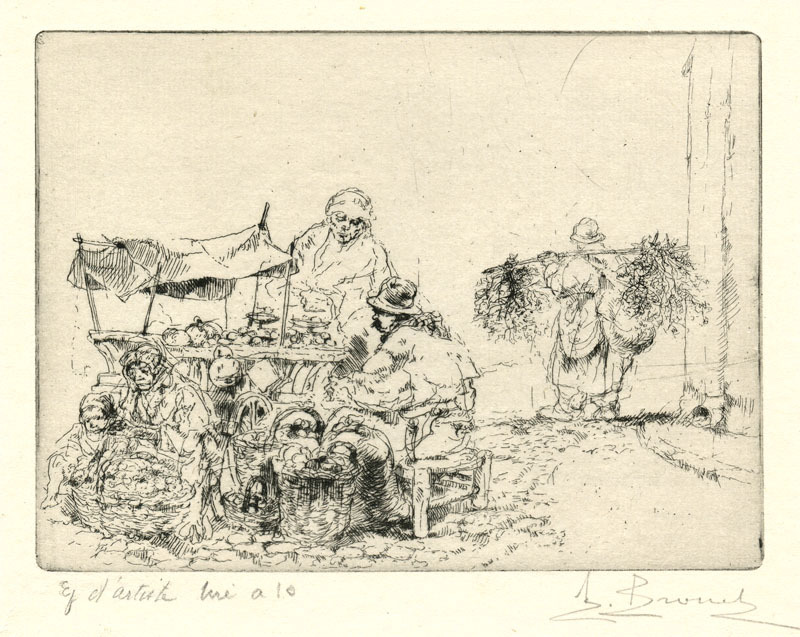
Огюст Брюе.«Риночок овочей. Вулиця Сен-Клу, бл. 1918 р.»
Карло Файнері. «Римський форум», 1920 р.
Карло Файнері. «Давньоримський театр Марцелла, Рим», 1921 р.
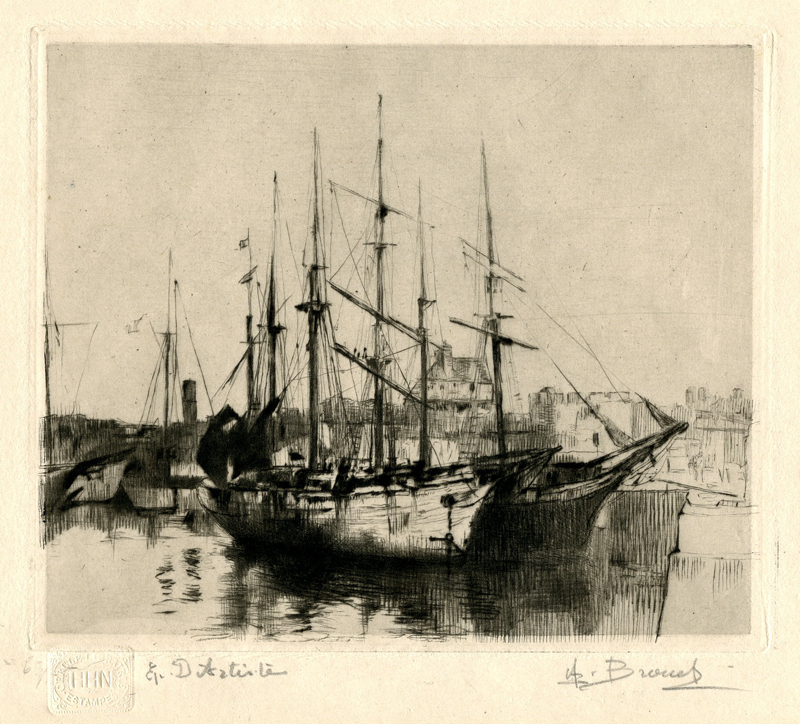
Огюст Брюе. «Човни», бл. 1925 р.
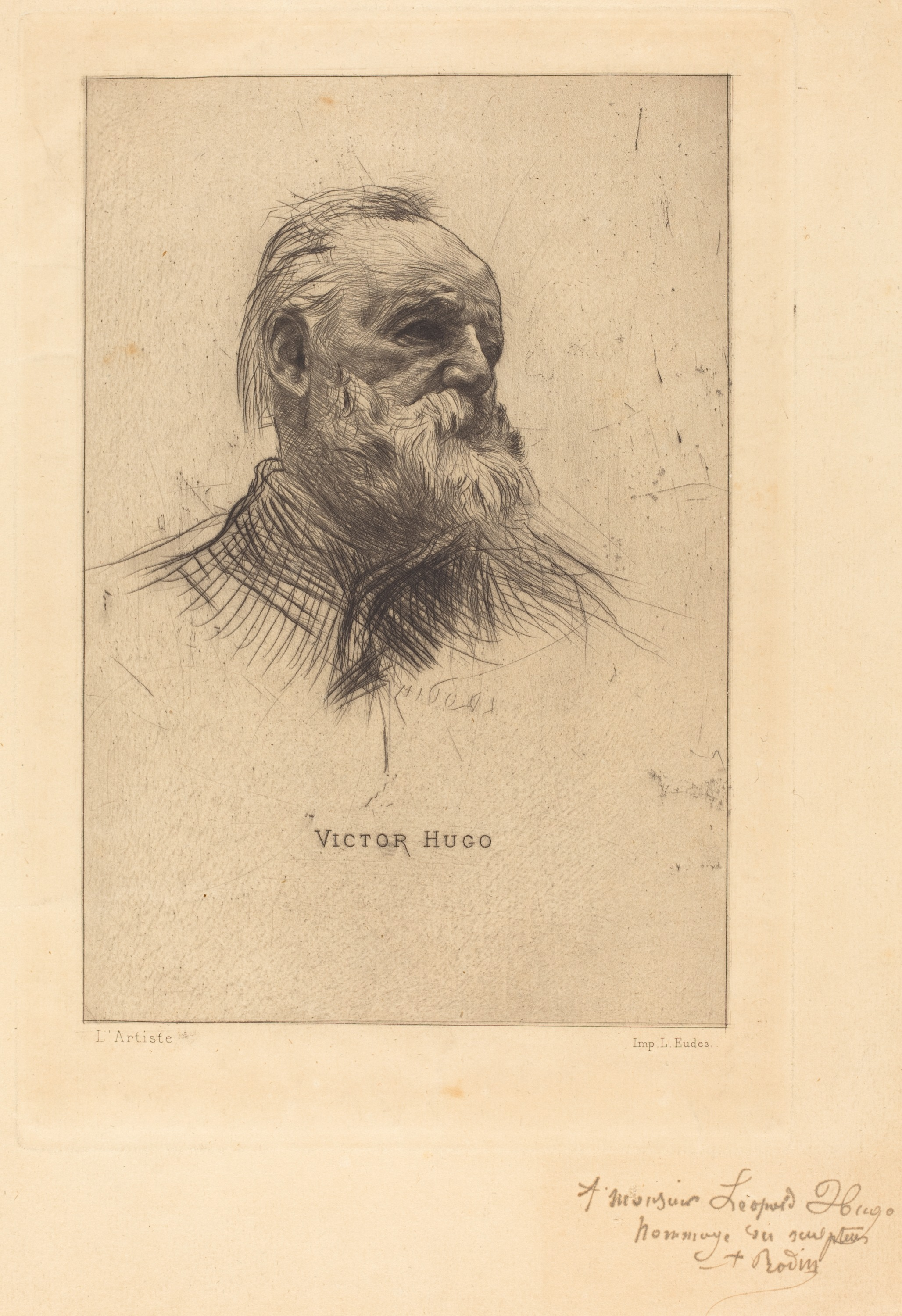
Огюст Роден. «Письменник Віктор Гюго», 1884 р.
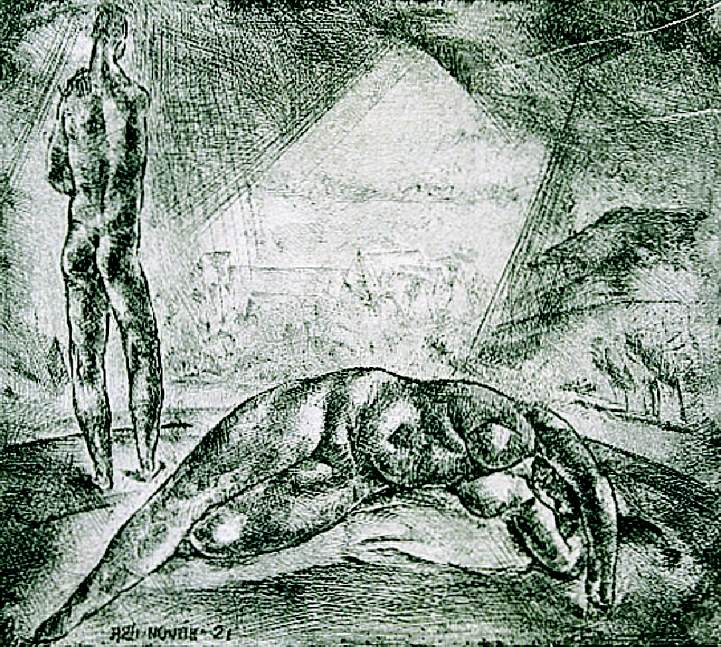
Аба-Новак. «Адам і Єва», 1921 р.
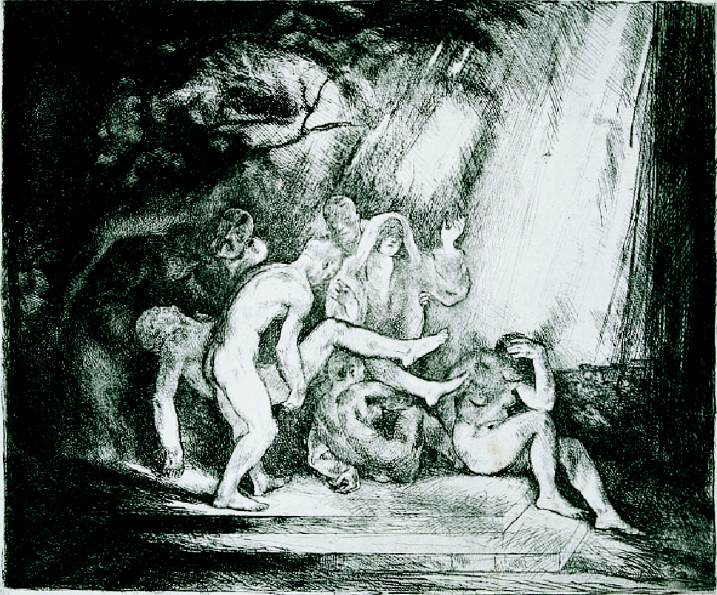
Аба-Новак. «Покладання Христа у труну», 1921 р.